# Britta Kamrau
Britta Kamrau, né le 6 avril 1979 à Rostock, est une nageuse allemande spécialiste des épreuves de nage en eau libre.

## Carrière
Kamrau est spécialiste du marathon mais elle est toutefois montée sur le podium dans toutes les catégories :
- 2002 Charm el-Cheikh :  5 km,  10 km
- 2003 Barcelone :  5 km,  25 km
- 2004 Dubaï :  10 km,  25 km
- 2005 Montréal :  10 km,  25 km
- 2006 Naples :  5 km
- 2007 Melbourne :  25 km